# Invasión de Camboya
La invasión de Camboya fue una serie de operaciones militares llevadas a cabo en el este de Camboya, en 1970, por Estados Unidos y Vietnam del Sur, en el marco de y durante la guerra de Vietnam. Estas invasiones fueron resultado de la política del presidente estadounidense Richard Nixon. El Ejército de la República de Vietnam (ERVN) realizó un total de 13 incursiones entre el 29 de abril y el 22 de julio, y las fuerzas estadounidenses actuaron entre el 1 de mayo y el 30 de junio.
La campaña tenía como objetivo derrotar a los 40 000 efectivos del Ejército de Vietnam del Norte (EVN) y del Vietcong que se habían instalado en las regiones fronterizas orientales de Camboya. La neutralidad oficial y la debilidad militar de Camboya convirtieron su territorio en una zona segura en la que las fuerzas comunistas podían establecer bases para operaciones sobre la frontera, así como reabastecerse y reagruparse. A medida que EE. UU. viraba hacia una política de vietnamization y de retirada, el país procuró apuntalar la seguridad del gobierno survietnamita eliminando la amenaza fronteriza.
Un cambio en el gobierno camboyano en 1970 abrió una oportunidad para la destrucción de las bases norvietnamitas, cuando el príncipe Norodom Sihanouk fue depuesto y reemplazado por el general proestadounidense Lon Nol. Las operaciones militares aliadas no lograron eliminar a muchas tropas comunistas ni capturar sus cuarteles, conocidos como la Oficina Central para Vietnam del Sur (COSVN), pero el acopio de material capturado en Camboya provocó reclamaciones de éxito.

## Operaciones

### Ataques survietnamitas previos
En coordinación con Lon Nol, las fuerzas de ERVN atacaron los complejos en los que el Vietcong se acuartelaba. El 30 de marzo, moviéndose a través de la frontera en Camboya, los elementos del Gobierno Revolucionario Provisional (PRG) y del Vietcong fueron rodeados en sus búnkeres por las fuerzas survietnamitas, que habían sido transportadas en helicóptero. Los comunistas aguardaron hasta el anochecer y luego, con seguridad proporcionada por la 7.ª división del Vietcong, rompieron el cerco y huyeron al norte para unirse con el COSVN en la provincia de Kratie, en lo que pasaría a conocerse como el Escape del Gobierno Revolucionario Provisional. Trương Như Tảng se desempeñó como ministro de Justicia en el PRG y recuerda que la marcha hacia las bases del norte se veía interrumpida día tras día por los bombardeos de B-52. Justo antes de que la columna cruzara la Ruta 7 hacia el norte, recibieron la noticia de que la 9.ª División había ganado una batalla el 3 de abril cerca de la ciudad camboyana de Krek contra las fuerzas de ERVN.
Años más tarde, Trương recordaría  «lo cerca que estaban [los survietnamitas] de aniquilar o capturar al núcleo de la Resistencia del Sur – unidades de élite de nuestros combatientes de primera línea junto con el liderazgo civil y gran parte del militar». Tras varios días de duras marchas, el PRG alcanzó las bases del norte y la relativa seguridad de la región de Kratie. Las bajas habían sido leves y la marcha incluso vio el nacimiento del hijo de Dương Quỳnh Hoa, el viceministro de salud en el Gobierno Revolucionario Provisional. La columna necesitaba muchos días para recuperarse y el propio Trương debió reposar semanas para recuperarse de la larga marcha.

### Pico del Loro y El Anzuelo

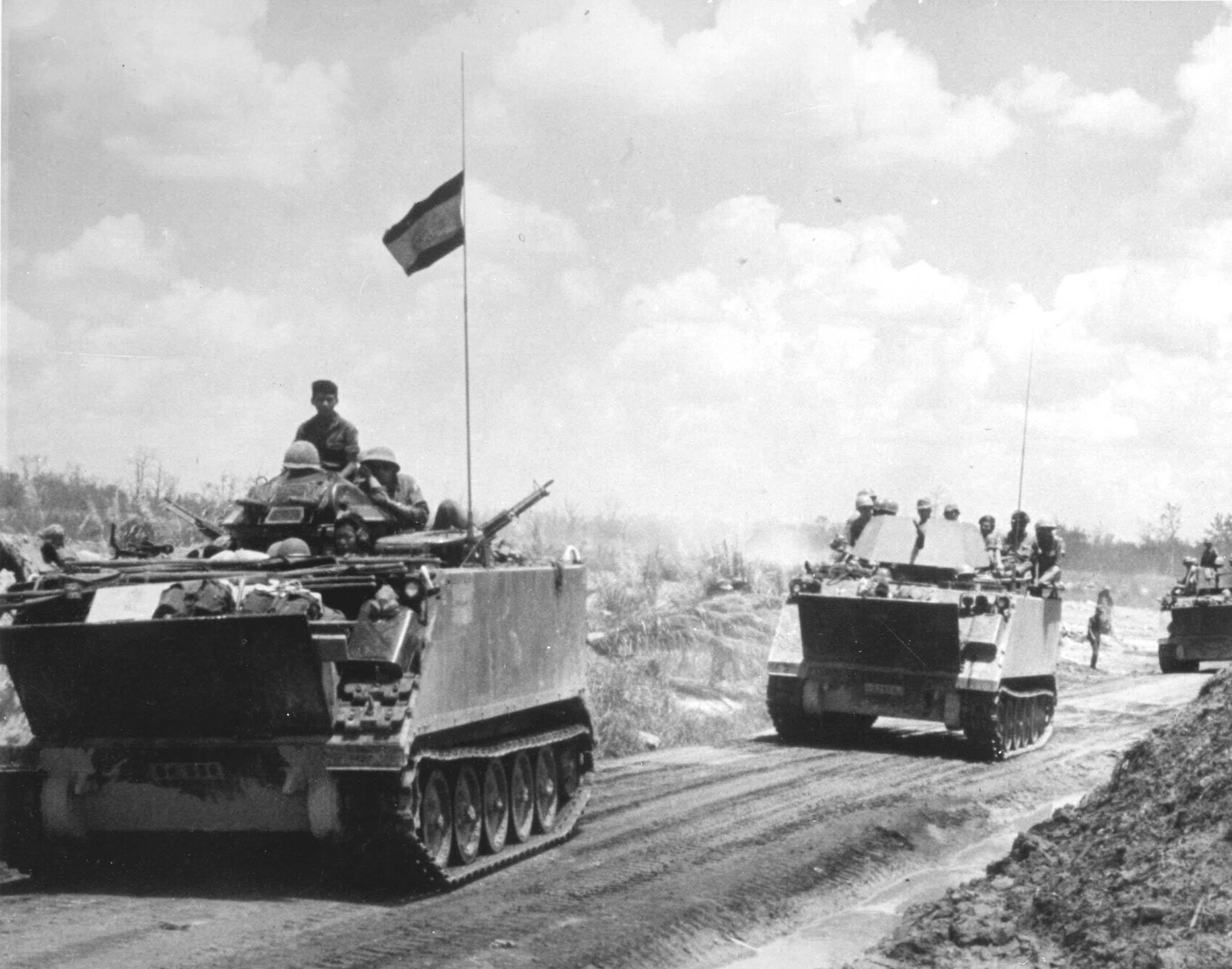
Blindados M113 survietnamitas en Camboya.

El 30 de abril, las fuerzas survietnamitas lanzaron la Operación Toan Thang 42 y cruzaron la frontera. Doce batallones del ERVN, compuestas por aproximadamente 8700 soldados (dos escuadrones de caballería blindados del III Cuerpo y dos de la 25.ª División y la 5.ª División de Infantería, un regimiento de infantería de la 25.º División de Infantería y tres batallones de rangers y un Regimiento de Caballería Blindada adjunto al 3.º Grupo de Rangers), penetró en la región de Pico del Loro, en la Svay Rieng. La ofensiva fue comandada por el teniente general Đỗ Cao Trí, comandante del III Cuerpo, quien tenía la reputación de ser uno de los  generales más agresivos y competentes del ERVN. Durante sus dos primeros días en Camboya, las unidades de ARVN tuvieron varios encuentros agudos con las fuerzas de PAVN. Sin embargo, los norvietnamitas, advertidos por anteriores incursiones del ERVN, solo emprendieron acciones de retardo para permitir a la mayor parte de sus fuerzas escapar hacia el oeste.
La operación pronto se convirtió en una misión de búsqueda y destrucción: las tropas survietnamitas pasaron a llevar a cabo rastrillajes en pequeñas patrullas, en busca de escondrijos de suministros del EVN. La segunda fase de la operación comenzó con la llegada de elementos de la 9.ª División de Infantería. Cuatro grupos especiales de infantería de tanques atacaron Pico del Loro desde el sur. Al cabo de tres días de operaciones, el ERVN afirmó haber matado a 1010 elementos del EVN y tomado 204 prisioneros, frente a 66 muertos y 330 heridos propios.
El 1 de mayo, una operación aún más grande, conocida por el ERVN como la Operación Toan Thang 43 y por el MACV como Operación Rockcrusher, se inició cuando 36 bombarderos B-52 dejaron caer 774 toneladas de bombas a lo largo del borde sur de El Anzuelo. Esto fue seguido por una hora de fuego de artillería y otra hora de ataques por parte de cazabombarderos tácticos. A las 10:00, la 1.ª División de Caballería Aérea y el 11.º Regimiento de Caballería Blindada estadounidenses, y el 1.º Regimiento de Caballería Blindada y la 3.ª Brigada Aeronáutica survietnamitas entraron en la Kampong Cham. Conocida como la Fuerza de Tareas Shoemaker (nombrada en honor al general Robert Shoemaker, Comandante Adjunto de División de la 1.ª División de Caballería), atacó el bastión comunista con 10000 soldados estadounidenses y 5000 survietnamitas. Empleando infantería mecanizada y unidades acorazadas, se adentraron en la provincia para luego unirse con elementos aerotransportados del ERVN y de EE. UU. que habían sido traídas por helicóptero.
Se esperaba una tenaz resistencia, pero el EVN y el Vietcong habían iniciado su repliegue hacia el oeste dos días antes de que comenzara el avance. Para el 3 de mayo, el MACV informó de sólo ocho estadounidenses muertos y 32 heridos, pocas bajas para una operación de tal envergadura. Solo se produjo contacto disperso y esporádico con las fuerzas de demora, como la experimentada por elementos de la 11.ª División de Caballería Blindada, 3 km dentro de territorio camboyano. Las tropas del EVN abrieron fuego con armas ligeras y cohetes solo para ser atacados por fuego tanques y ataques aéreos tácticos. Cuando el humo se había despejado, se contaron 50 soldados norvietnamitas y solo dos estadounidenses muertos.
Los norvietnamitas tenían conocían de antemano el inminente ataque. Una directiva emanada de los cuarteles del Frente B-3, fechada el 17 de marzo y capturada durante la incursión, ordenaba a las fuerzas del EVN y del Vietcong «separarse y evitar disparos... Nuestro propósito es conservar tantas fuerzas como podamos.» La única parte en expresar sorpresa entre los participantes en la incursión parecía ser Lon Nol, a quien ni Washington ni Saigón habían informado sobre la inminente invasión de su país. Solo descubrió el hecho después de una conversación telefónica con el jefe de la misión estadounidense, quien a su vez se había enterado del mismo al escuchar la radio.
La única batalla convencional librada por las tropas estadounidenses tuvo lugar el 1 de mayo, en la localidad de Snoul, el punto que se sospechaba era un extremo del Camino de Sihanouk, en el cruce de las Rutas 7, 13 y 131. Elementos de la 11.ª División de Caballería Blindada y helicópteros de apoyo cayeron bajo fuego del EVN mientras se aproximaban a la ciudad y su aeródromo. Cuando los estadounidenses encontraron una fuerte resistencia, estos retrocedieron, pidieron apoyo aéreo y se dedicaron a atacar la ciudad por dos días, reduciéndola a escombros. Durante la acción, el general de brigada Donn Starry, comandante de la 11.ª División de Caballería Blindada, fue herido por fragmentos de granadas y debió ser evacuado.

### En busca de alijos
Al día siguiente, elementos de la 1.ª División de Caballería Aérea entraron en lo que se conoció como «La Ciudad», al suroeste de Snoul. El complejo de 3.20 km² del EVN contenía más de 400 chozas de paja, cobertizos de almacenamiento y búnkeres, cada uno de los cuales estaba provisto de alimentos, armas y municiones. Había talleres mecánicos, hospitales, un patio de madera, 18 comedores, una granja de cerdos e incluso una piscina. El 6 de mayo y a 40 km al noreste, otros elementos de la 1.ª División de Caballería descubrieron una base aún más grande. Apodado «Rock Island East» después del Rock Island Arsenal, en Illinois, el área contenía más de 6 000 000 de cartuchos antiaéreos, 500 000 fusiles, miles de cohetes, varios camiones de General Motors y grandes cantidades de equipos de comunicaciones.

### Apoyo aéreo y logística

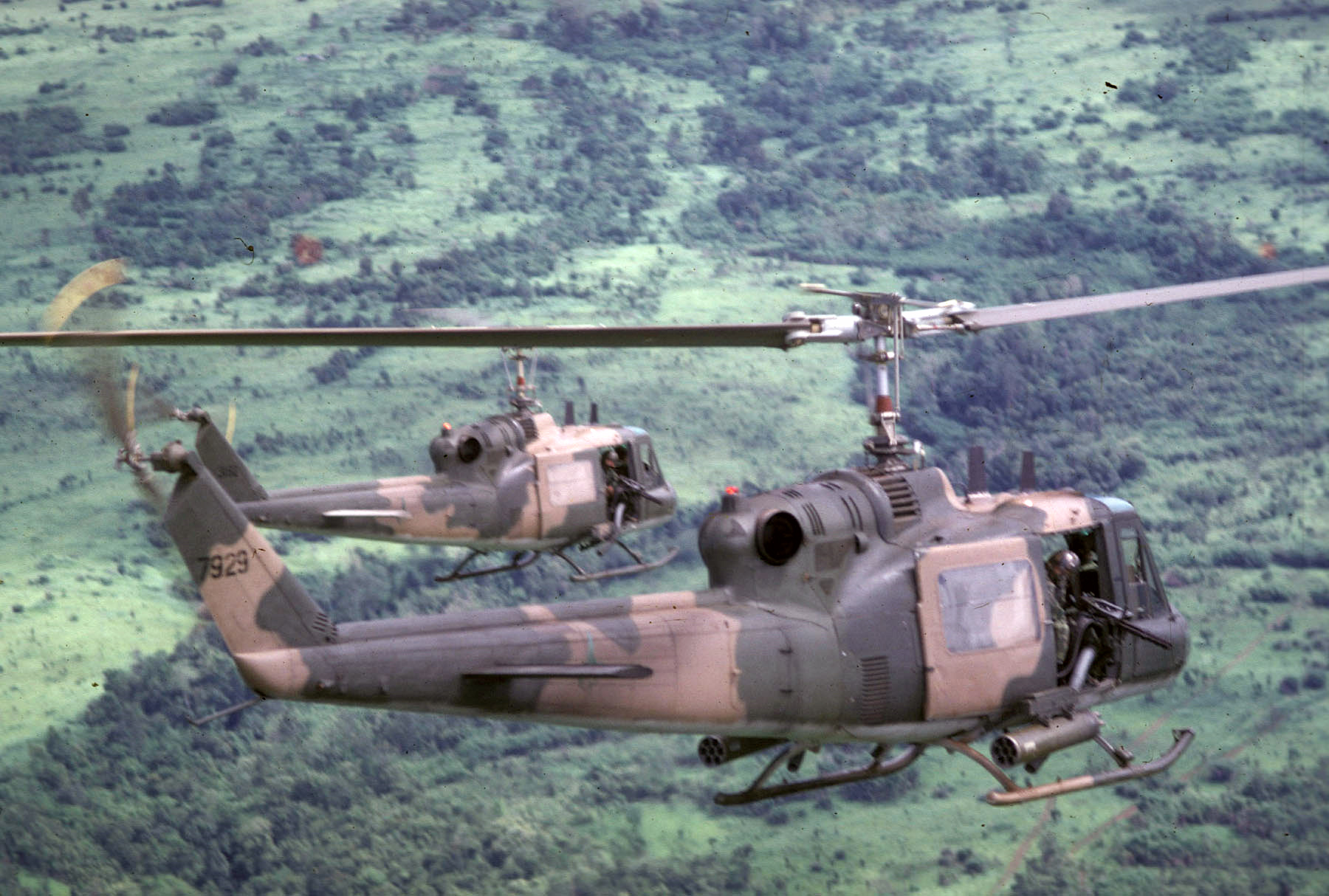
Helicópteros UH-1P estadounidenses en Camboya.

Las operaciones aéreas para la incursión comenzaron lentamente. Los vuelos de reconocimiento sobre el área operacional fueron restringidos, ya que el MACV creía que podrían delatar la intención. El papel de la Fuerza Aérea en la planificación de la incursión en sí era mínimo en el mejor de los casos, en parte para preservar el secreto de Menú, que entonces se consideró un sondeo antes del empuje a través de la frontera.
El 17 de abril, el general Abrams pidió al presidente que aprobara la Operación Patio, ataques aéreos tácticos encubiertos en apoyo de los elementos de reconocimiento del Grupo de Estudios y Observaciones «a través de la valla» en Camboya. Esta autorización fue dada, permitiendo que los aparatos estadounidenses penetrasen 21 km en el noreste de Camboya. Este límite se extendió a 47 km a lo largo de toda la frontera el 25 de abril. La Operación Patio concluyó el 18 de mayo, después de que se hicieron 156 incursiones. La última misión de Menú se llevó a cabo el 26 de mayo.
Durante la incursión en sí, las unidades terrestres estadounidenses y survietnamitas recibieron el apoyo de 9878 salidas aéreas (6012 estadounidenses y 2966 survietnamitas), un promedio de 210 por día. Durante las operaciones en El Anzuelo, por ejemplo, la USAF voló 3047 incursiones y la Fuerza Aérea de Vietnam del Sur 332. Estos ataques aéreos tácticos se complementaron con 653 misiones de B-52 en las regiones fronterizas (559 apoyando a las operaciones Toan Thang, 71 para las Binh Tay y 23 para Cuu Long). El 30 de mayo se dio inicio a la Operación Freedom Deal (denominada así el 6 de junio), una campaña continua de interdicción aérea realizada en Camboya. Estas misiones se limitaron a una profundidad de 48  entre la frontera survietnamita y el río Mekong.
Al cabo de dos meses, sin embargo, el límite del área operacional fue extendido más allá del Mekong, y los aviones tácticos estadounidenses pronto apoyaron directamente a fuerzas camboyanas en tierra. Estas misiones fueron oficialmente negadas por EE. UU. y se dieron coordenadas falsas en informes oficiales para ocultar su existencia. Los registros del Departamento de Defensa indicaron que, de más de 8000 operaciones de combate efectuadas en Camboya entre julio de 1970 y febrero de 1971, aproximadamente el 40 por ciento fueron transportadas fuera del límite autorizado para Freedom Deal.
La verdadera lucha para las fuerzas estadounidenses y survietnamitas en Camboya fue el esfuerzo de mantener sus unidades suministradas. Una vez más, la necesidad de seguridad antes de las operaciones y la rapidez con que se transfirieron las unidades a las regiones fronterizas impidieron una planificación y preparación detallada. Esta situación se vio exacerbada por la escasa red de rutas en las regiones fronterizas y la posibilidad de emboscadas para los convoyes nocturnos exigía que los transportes solo se llevaran a cabo durante el día. El reabastecimiento aéreo, por lo tanto, se convirtió en el principal método de reabastecimiento logístico para las unidades avanzadas. Los ingenieros militares y aviadores se mantuvieron en movimiento constante a lo largo de la zona de incursión.
Debido al rápido ritmo de operaciones, despliegue y redistribución, la coordinación de las unidades de artillería y sus ataques se convirtió en un dilema preocupante durante las operaciones. Esto se hizo aún más problemático debido a la confusión generada por la falta de sistemas de comunicaciones adecuados entre las unidades que avanzaban rápidamente. La naturaleza conjunta de la operación agregó otro nivel de complejidad a la ya excesivamente extendida red de comunicaciones. Sin embargo, debido a la capacidad de los logísticos estadounidenses de innovar e improvisar, los suministros de comida, agua, municiones y repuestos llegaron a sus destinos sin ninguna escasez que dificultara las operaciones de combate y el sistema de comunicaciones, aunque complicado, funcionó adecuadamente durante el corto lapso de las operaciones estadounidenses.